# Halle, Vlaams-Brabant
Halle (tiếng Pháp: Hal) là một thành phố và đô thị ở huyện (arrondissement) Halle-Vilvoorde củae tỉnh Vlaams-Brabant.  Thành phố  tọa lạc bên kênh đào Brussels-Charleroi và phía Flanders của biên giới ngôn ngữ tách Flanders và Wallonia.  Thành phố  cũng giáp Pajottenland về phía tây.  Ngôn ngữ chính thức của Halle là tiếng Hà Lan.
Đô thị Halle gồm thành phố Halle và các thị xã Buizingen và Lembeek.  Các thị xã giáp ranh là: Pepingen, Sint-Pieters-Leeuw, Beersel, Braine-l'Alleud, Braine-le-Château, và Tubize.

## Thành phố  kết nghĩa
| Cộng hòa Séc: Kadaň      |
| Đức: Werl                |
| Pháp: Mouvaux, gần Lille |